# Loon op Zand
Loon op Zand este o comună și o localitate în provincia Brabantul de Nord, Țările de Jos.

## Localități componente
De Moer, Kaatsheuvel, Loon op Zand

## Turism
Parcul de distracții Efteling este situat în localitatea Kaatsheuvel.